# Iridana perdita
Iridana perdita is een vlinder uit de familie Lycaenidae. De wetenschappelijke naam van de soort is, als Epitola perdita, voor het eerst geldig gepubliceerd in 1890 door William Forsell Kirby.